# Blagoweschtschensk (Baschkortostan)
Blagoweschtschensk (russisch Благове́щенск, anhörenⓘ; baschkirisch Благовещен/Blagoveščen) ist eine Stadt in der Republik Baschkortostan (Russland) mit 34.239 Einwohnern (Stand 14. Oktober 2010).

## Geographie
Blagoweschtschensk liegt im südlichen Uralvorland, etwa 40 km nördlich der Republikhauptstadt Ufa an der Belaja, einem linken Nebenfluss der Kama. Die Stadt ist nicht zu verwechseln mit der gleichnamigen Hauptstadt der Oblast Amur im Fernen Osten Russlands.
Blagoweschtschensk ist Verwaltungszentrum des gleichnamigen Rajons.

## Geschichte
Der Ort entstand 1756 mit der Eröffnung der Kupferhütte Blagoweschtschenski Sawod und erhielt 1941 Stadtrecht.

### Bevölkerungsentwicklung
| Jahr | Einwohner |
| ---- | --------- |
| 1939 | 11.674    |
| 1959 | 12.876    |
| 1979 | 21.127    |
| 1989 | 27.705    |
| 2002 | 32.989    |
| 2010 | 34.239    |

Anmerkung: Volkszählungsdaten

## Söhne und Töchter des Ortes
- Awenir Alexandrowitsch Jakowkin (1887–1974), Astronom

## Bilder

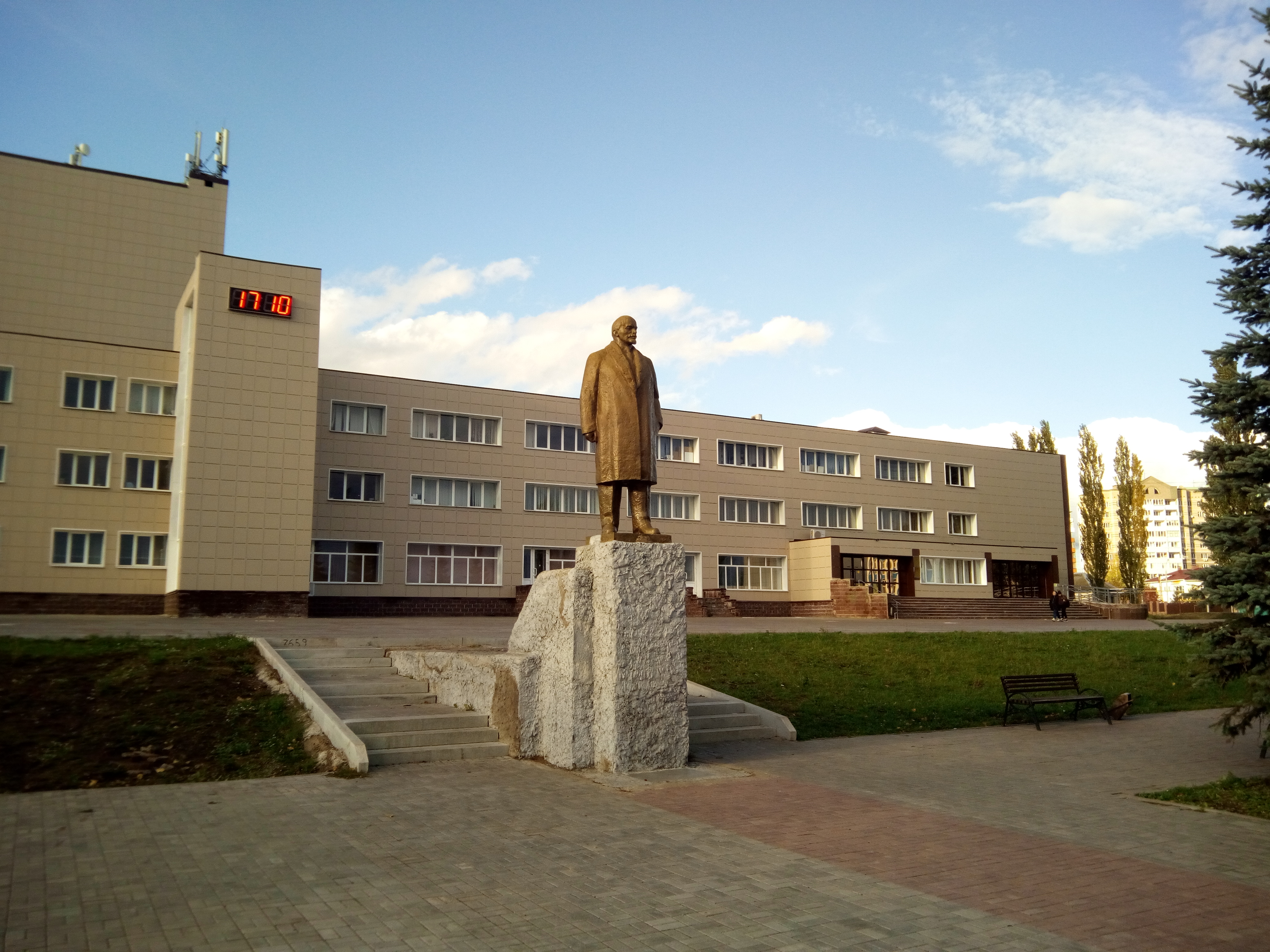
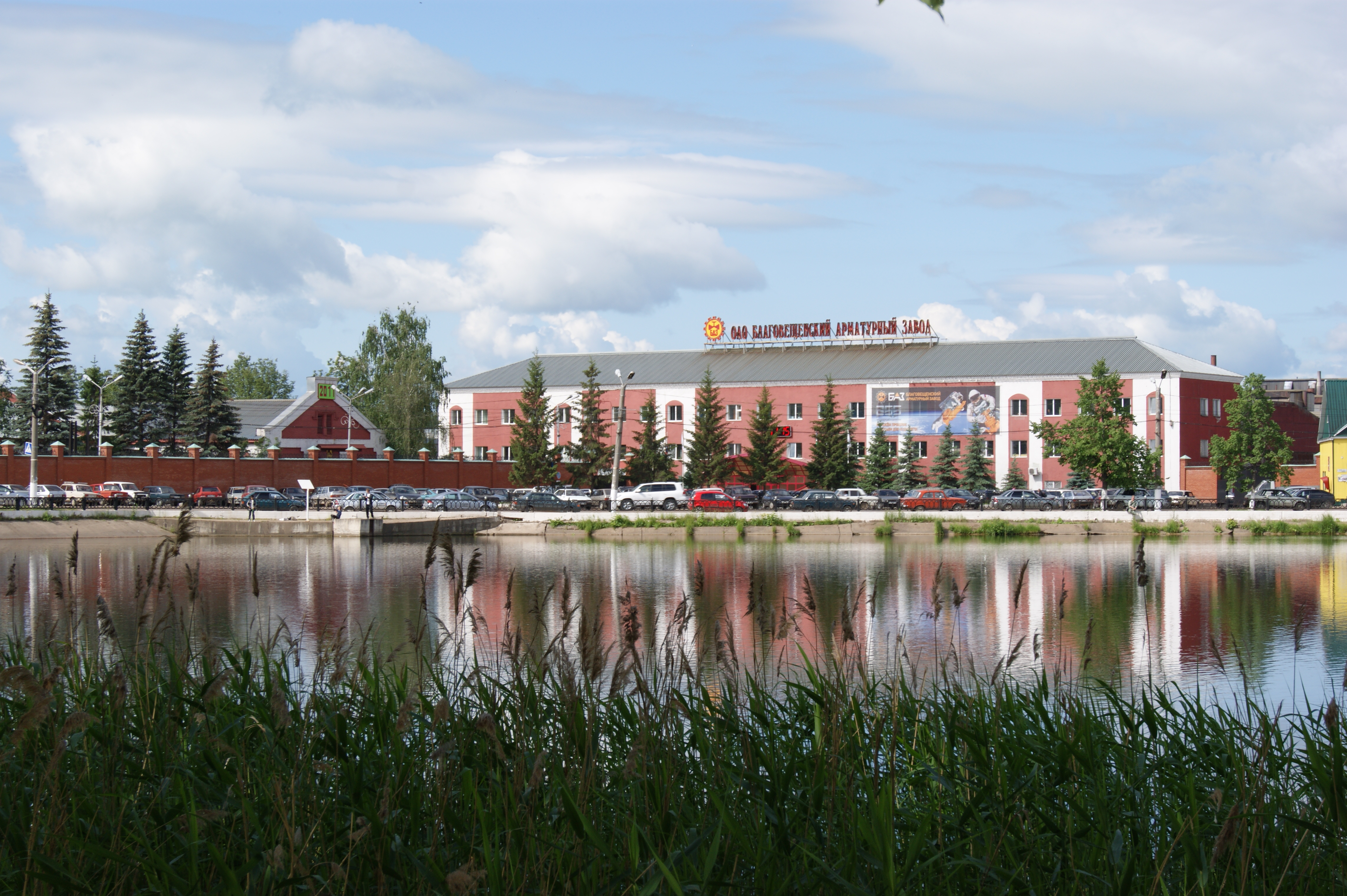
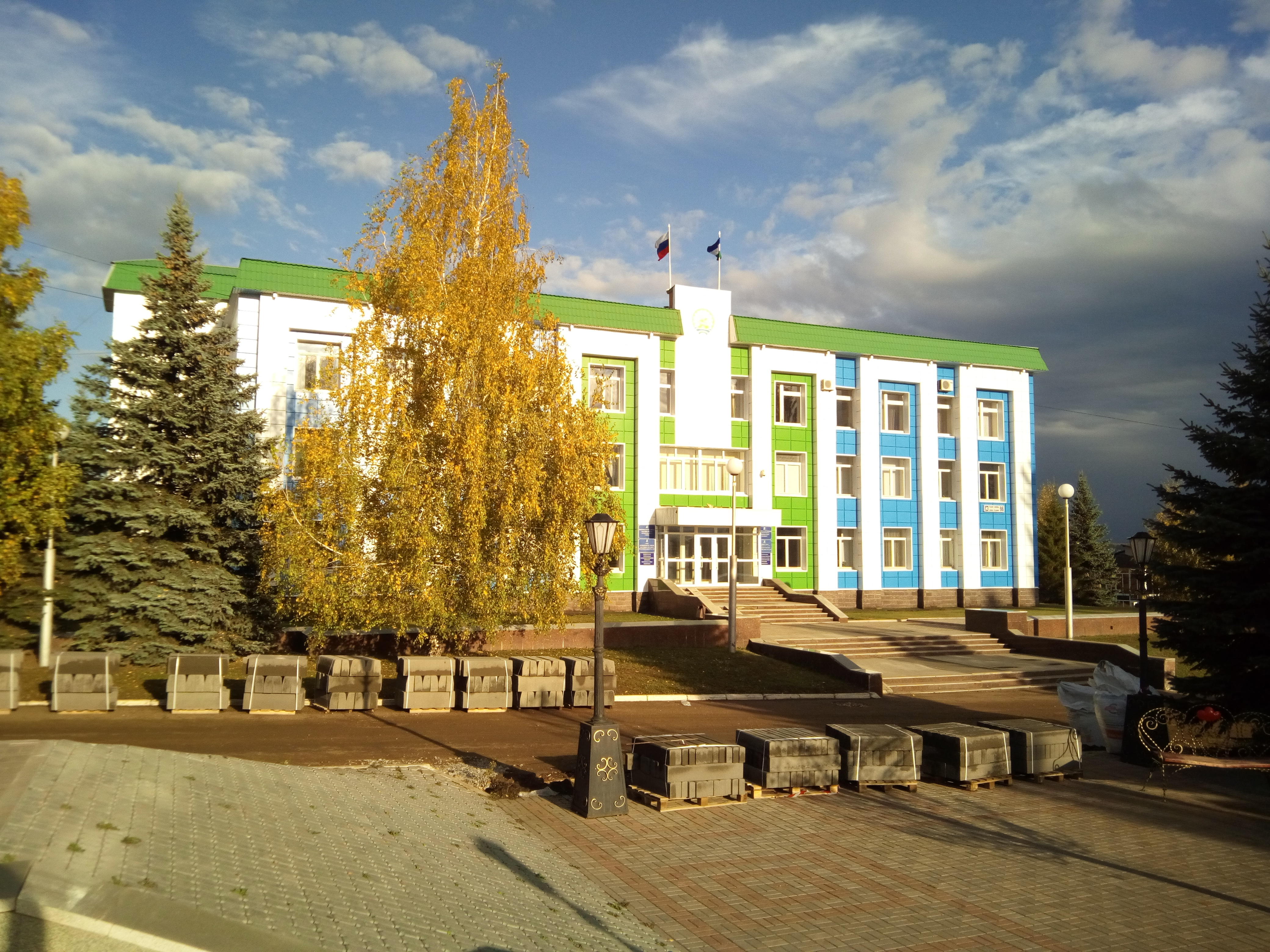